# 藤沢 (藤沢市)
藤沢（ふじさわ）は、神奈川県藤沢市の中央部の南部を指す地名である。江戸時代には、藤沢宿、1908年（明治41年）以前に藤沢大坂町と呼ばれた地域で、現在は藤沢市の13ある行政地区のひとつとして藤沢公民館が行政を分担している藤沢地区、あるいは住居表示上の呼称としての藤沢等の範囲の異なる概念が並行して用いられている。
この項目では、藤沢市の13ある行政地区のひとつとしての「藤沢地区」について述べる。
現行行政町名では、稲荷の一部、稲荷一丁目の一部、朝日町、白旗一丁目の一部、白旗二丁目、大鋸、大鋸一丁目から三丁目、西富、西富一丁目、西富二丁目、花の木、藤が岡一丁目から二丁目、藤沢、藤沢一丁目から藤沢五丁目、 本町一丁目から四丁目、本藤沢一丁目、みその台、がある。（統計上用いられる13地区の藤沢地区には稲荷の一部、稲荷一丁目の一部、白旗一丁目の一部、白旗二丁目、花の木、本藤沢一丁目、みその台が除外され、鵠沼の一部、鵠沼神明一丁目から五丁目、藤が岡三丁目が加わる。）

## 地理
相模野台地と沖積層、湘南砂丘地帯からなる。

## 歴史
- 天武天皇4年（675年） - 『日本書紀』の天武天皇4年10月に相模国高倉郡の郡名が記された。
- 天平7年（735年） - 『相模国天平七年封戸租交易帳』に坂戸に相当する尺度郷の記述がある。
- 長治年間（1104年 - 1106年） - 鎌倉景政によって開発され伊勢神宮に寄進された寄進型荘園の御厨（伊勢神宮領）である大庭御厨が成立。
- 正中2年（1325年） - 清浄光寺（遊行寺）を呑海上人が開山。
- 14世紀 - 太平記第十巻の新田義貞による鎌倉攻めのくだり（1333年）に藤沢の地名が記載されている。
- 延文元年（1356年） - 八代渡船が鋳造した清浄光寺の梵鐘には、寺は「藤沢」に開かれたと陽刻されている。
- 慶長6年（1601年） - 東海道五十三次の宿場町として藤沢宿が設置される。
- 1908年（明治41年）10月1日 - 元藤沢大坂町の区域に大字名を藤澤と付して施行する[1]。
- 2022年（令和4年）11月1日 - 神奈川県は藤沢を暴力団排除特別強化地域に指定[2]。

## 公共施設
- 藤沢公民館
- 済美館（藤沢公民館分館）
- 藤沢市民病院
- 藤沢市消防本部南消防署本町出張所
- 藤沢市役所
- 藤沢台町郵便局
- 藤沢本町郵便局
- 藤沢市ふじさわ宿交流館
- 藤沢市文書館
- 藤沢市石名坂温水プール

## 産業

### 商業
本町通り（旧・東海道）は元々は藤沢宿の系譜をひき清浄光寺の門前であり、土蔵が並び、商圏が平塚、秦野、鎌倉、三浦あたりまで広がり、大部分の店が問屋と小売を兼業する問屋街であった。各町内ごとに商店会があったのが、藤沢橋から白旗交差点までを範囲とする商店会に統一されたこともあった。が、距離が長すぎるので1953年（昭和28年）に、隆盛会とのれん会に分離。この頃から本町通りから藤沢駅前に支店を出したり移転する小売業が現れた。
『日本紳士録 第41版』によると、商人は山一、米穀練炭商の榎本市右衛門、牛豚商の尾島隆利、紀伊国屋酒商の鈴木彌市、牧野屋支店酒醤油商の角田吉五郎、中島屋酒類商の角田甚三郎、呉服商の安藤金三郎、呉服商の石井正作、稲元屋呉服商の寺田三郎兵衛、材木商の寺田忠義などがいた。

### 商店会
本町通り
本町白旗商店街振興組合、本町隆盛会。
北口商店会
サンパール藤沢商店会、柄沢橋商店会の一部、協同組合藤沢銀座土曜会、協同組合柳通り睦会、南仲通り商店会、遊行通り2丁目商店会、遊行通り4丁目商店街振興組合、遊行通5丁目商店街振興組合。
藤沢銀座土曜会のイベントの金魚すくいはギネス世界記録に認定されている。1999年（2000年8月認定）、2002年（2003年7月認定）。

### 名産品
- 笹りんどう最中
- 遊行饅頭
- 栗こがね
- 藤沢宿（酒）
- 湘南スカーフ
- 湘南ハンカチ
- 藤沢百景 -  絵はがき

## 教育

### 幼稚園
- 聖園幼稚園
- わかふじ幼稚園

### 小学校
- 藤沢市立大清水小学校
- 藤沢市立大鋸小学校
- 藤沢市立大道小学校
- 藤沢市立藤沢小学校
- 藤沢市立本町小学校

### 中学校
- 藤沢市立大清水中学校
- 藤嶺学園藤沢中学校
- 聖園女学院中学校

### 高等校
- 神奈川県立藤沢清流高等学校
- 藤嶺学園藤沢高等学校
- 聖園女学院高等学校

## 交通

### 鉄道
- 藤沢駅（東海道線（JR東日本））
- 藤沢本町駅（小田急電鉄江ノ島線）

### 道路
- 国道1号（藤沢バイパス）
- 国道467号
- 神奈川県道30号戸塚茅ヶ崎線
- 神奈川県道43号藤沢厚木線

## 名所・旧跡・観光スポット・祭事・その他
- 永勝寺
- 感応院
- 光妙寺
- 常光寺
- 荘厳寺
- 清浄光寺（遊行寺） - 時宗総本山
- 真源寺
- 真浄院
- 真徳寺
- 長生院
- 本願寺
- 妙善寺
- 山王神社
- 白旗神社
- 諏訪神社
- 船玉神社
- 伊勢山
- 金砂山観音堂
- 庚申堂
- 藤沢御殿跡
- 御殿辺公園
- 御幣山城跡
- 北向地蔵
- 日限地蔵
- 小栗判官、照手姫の墓
- 伝・源義経首洗井戸
- 旧・モーガン邸
- 桔梗屋 - 明治44年（1911年）に建築された店蔵。国登録有形文化財（建造物）2013年（平成25年）登録
- 江の島道
- 大清水境川アジサイロード

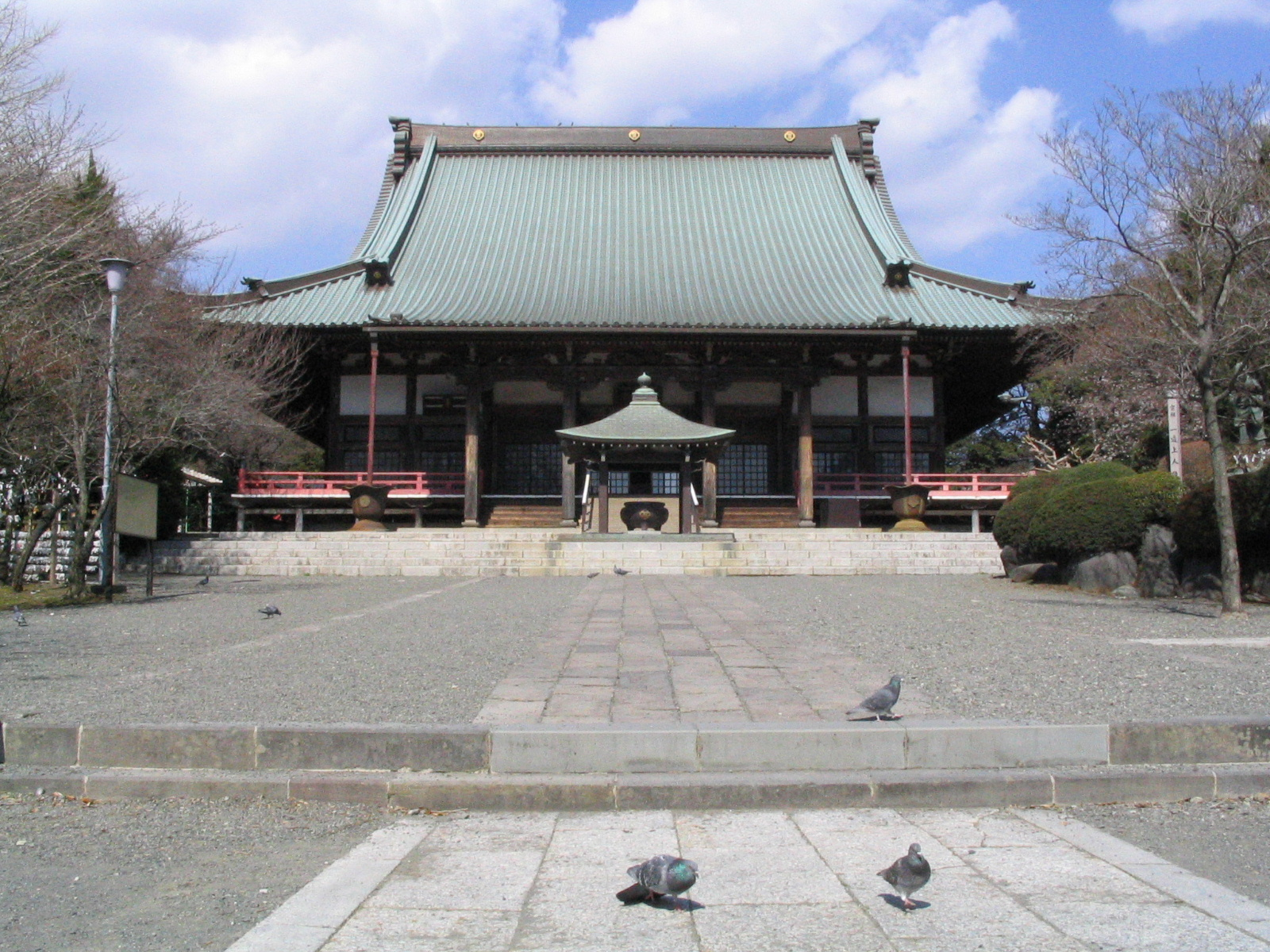
清浄光寺
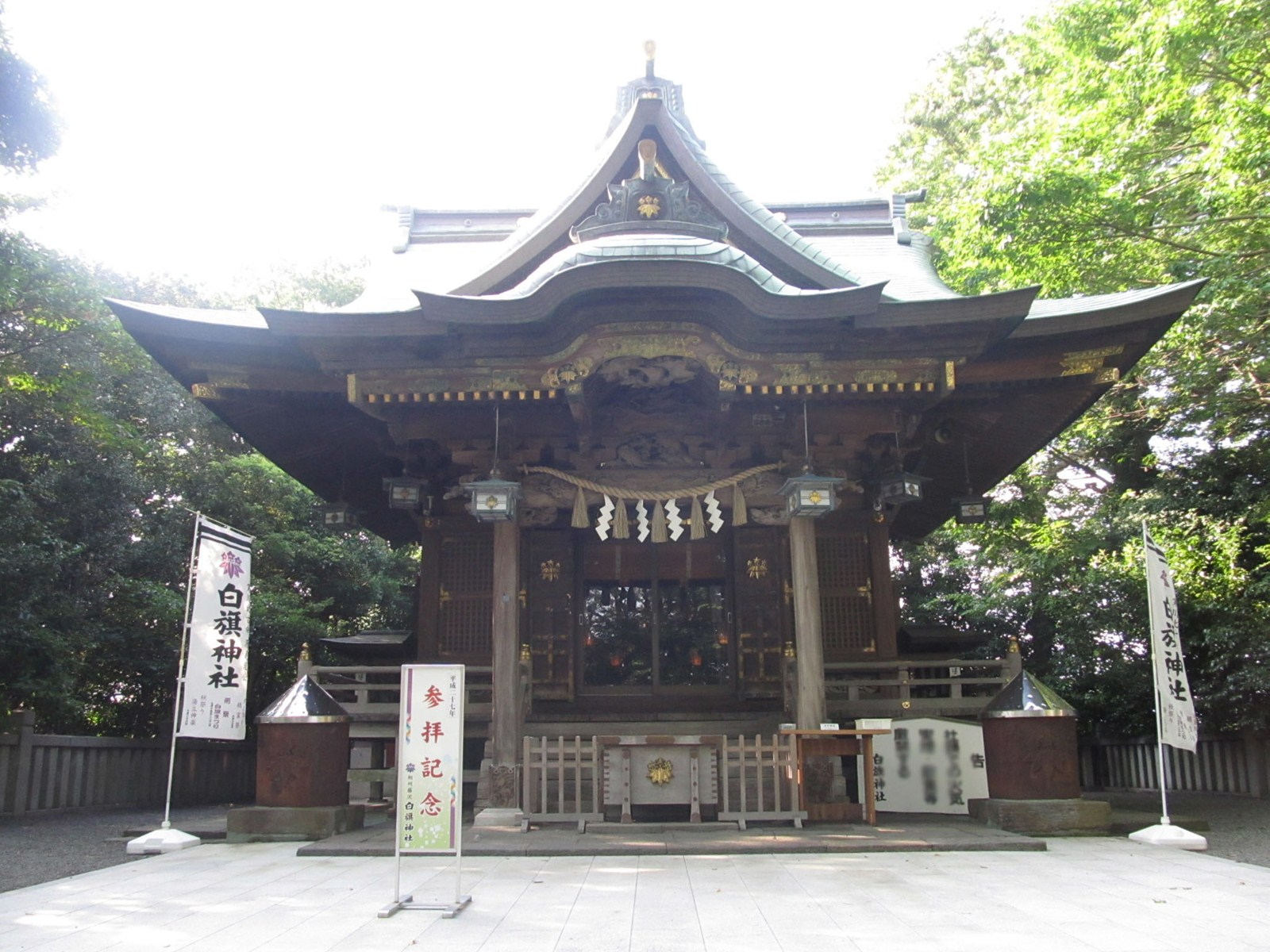
白旗神社
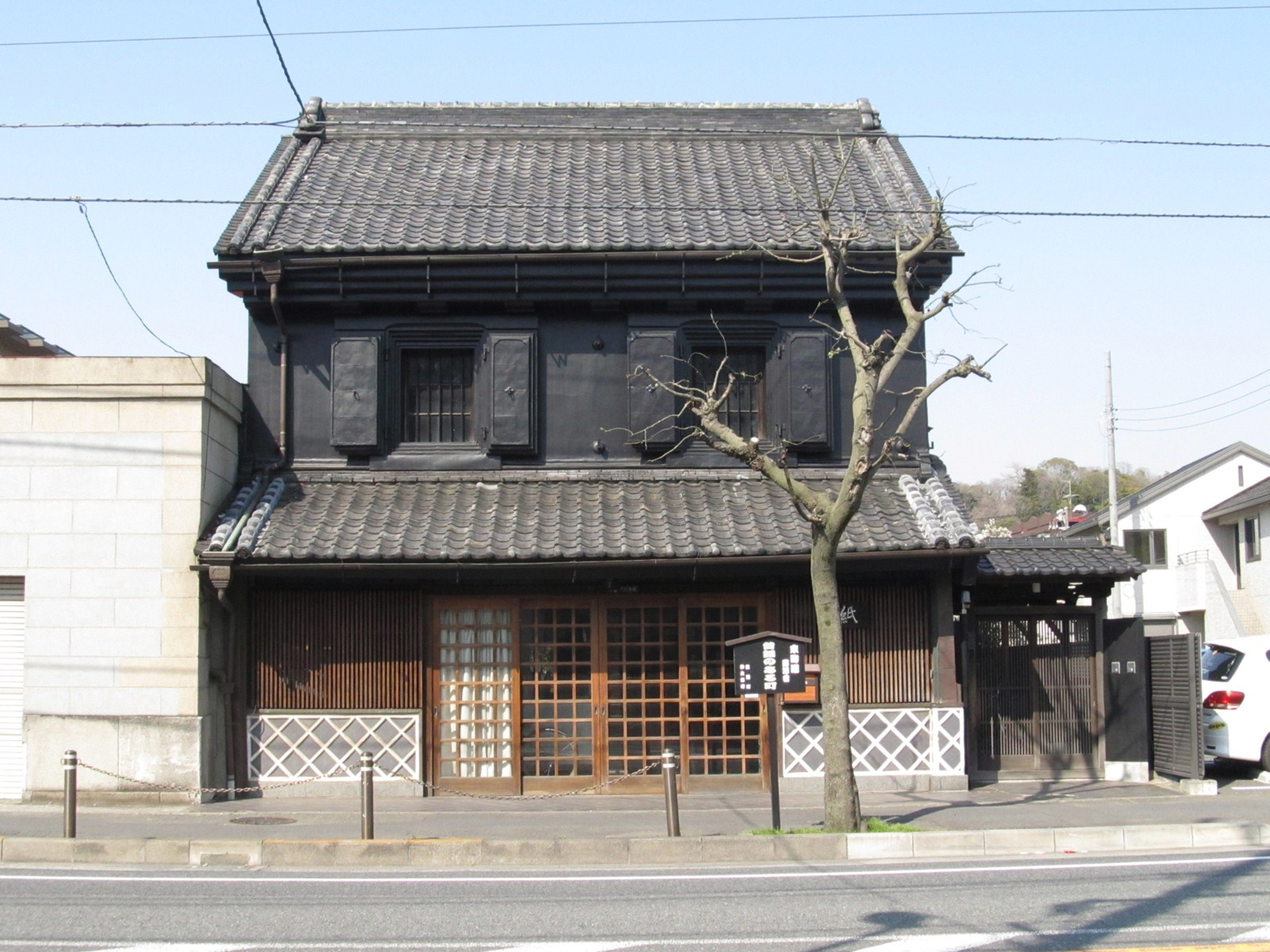
桔梗屋の店蔵
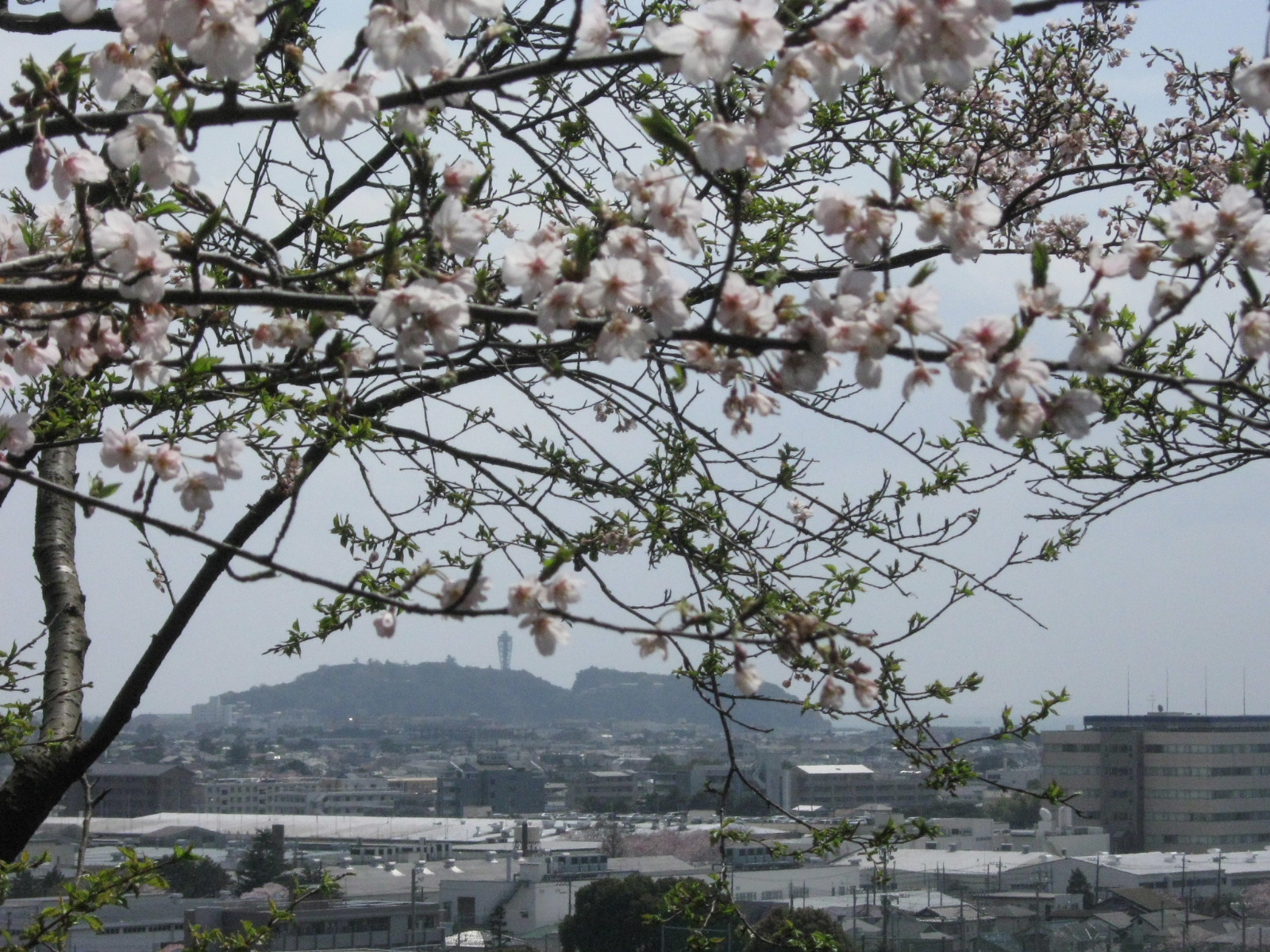
伊勢山
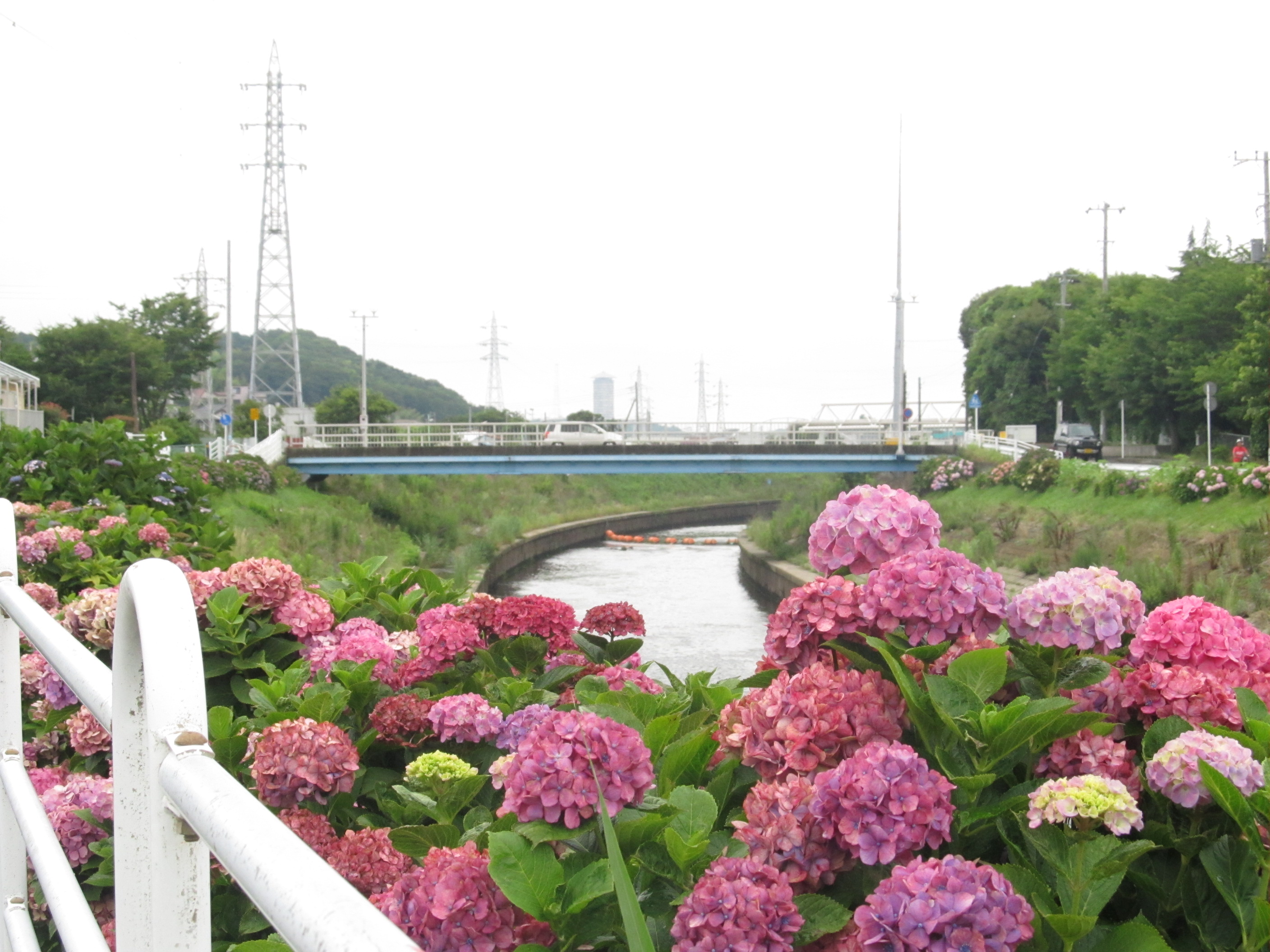
大清水境川アジサイロード

## ゆかりのある著名人
- 尾島隆利（食肉業、神奈川県屠場協会長、グリコ相模ハム常務取締役兼屠畜場長）
- 寺田三郎兵衛（神奈川県多額納税者、稲元屋、呉服商）
- 徳山璉（歌手）